# Dysschema staudingeri
Dysschema staudingeri là một loài bướm đêm thuộc phân họ Arctiinae, họ Erebidae.